# Francisco Reboredo
Francisco Reboredo, de son nom complet Francisco Reboredo Mosquera, est un footballeur et entraîneur argentin né le 3 septembre 1914 à Buenos Aires et mort le 22 janvier 1973. Dans sa carrière de joueur, il évoluait au poste de milieu.

## Biographie

### Joueur
Francico Reboredo est joueur du FC Porto entre 1936 et 1939,,.
Il fait partie des premières grandes équipes du club de la ville de Porto. Avec les Dragons, il remporte en 1937 le Campeonato de Portugal, une compétition nationale qui se déroule sur un format proche de la Coupe du Portugal aujourd'hui. Le club est Champion du Portugal en 1939.
Il dispute un total de 28 matchs en première division portugaise, pour un total de 9 buts marqués.
En 1939, il devient joueur du Deportivo La Corogne, club qu'il représente durant huit saisons,,.

### Entraîneur
Après sa carrière de joueur, il devient entraîneur.
Il dirige l'équipe du FC Porto lors de la saison 1949-1950.
Il revient à Porto en tant qu'entraîneur en 1959, il représente le club jusqu'en 1962.
Reboredo est à la tête du Vitória Setúbal lors de la saison 1963-1964.

## Palmarès
FC Porto
- Championnat du Portugal (2) :
  - Champion : 1936-37 et 1938-39.